# Virgohamna
Virgohamna (voorheen Virgohavn) is een kleine baai aan de noordkust van Danskøya, Spitsbergen. De baai is vernoemd naar de SS Virgo, het schip van de Zweedse technicus en ballonvaarder Salomon August Andrée. Virgohamna is sinds 1973 onderdeel van het Nationaal park Nordvest-Spitsbergen.

## Geschiedenis

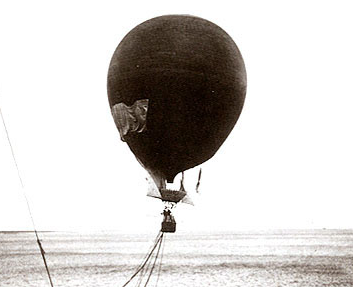
Luchtballon Örnen gebruikt door Andrée.

In 1636 werd er door de Nederlanders een walvisvangststation gebouwd, toen met de naam Harlinger Kokerij. Niet veel later was de walvis bijna volledig verdwenen uit de fjorden en kustgebieden van Spitsbergen. Om walvissen te kunnen vangen moest men ver de zee in, hierdoor verloor het station zijn nut. Vandaag de dag is het cultureel erfgoed.
In 1896 werd door Salomon August Andrée een poging gedaan via een luchtballon de Noordpool te bereiken vanaf Virgohamna. Door tegenwind mislukte deze echter. Op 11 juli 1897 blies de wind recht naar het noorden en begon Andreé samen met Knut Hjalmar Ferdinand Frænkel en Nils Strindberg de reis naar de Noordpool wat hen fataal zou worden.